# Герман II Цариградски
Герман II Цариградски (грч. Γερμανός Ναύπλιος; умро јуна 1240) био је васељенски патријарх Цариграда (у егзилу у Никеји) од 4. јануара 1223. до своје смрти у јуну 1240.
Рођен је у Анаплосу у другој половини 12. века. У време Четвртог крсташког рата 1204. године, служио је као ђакон у Аји Софији; након пљачке Цариграда, повукао се у манастир у Ахирају.
Године 1223, изабрао га је никејски цар Јован III Дука Ватац да попуни седиште Васељенске патријаршије, која се преселила у Нимфејон након пада Цариграда 1204. године. Герман II је преузео патријаршијски престо 4. јануара 1223. и брзо се показао као вредан савезник Ватаца. Током свог патријаршије, Герман II се трудио да поново успостави свој ауторитет као поглавар политички подељеног православног света, све време подржавајући Ватаца у његовом захтеву за византијско царско наслеђе. Тако се Герман II сукобио са епирским прелатима због њихове подршке епирским владарима, а посебно охридском архиепископу Димитрију Хоматијану, који је председавао крунисањем Теодора Анђела Дуке Комнина за цара у Солуну, директно доводећи у питање положај Никеје. Међутим, након пораза Епираца код Клокотнице 1230. године, епирски епископи су постепено придобијени; 1232. године, раскол је излечен признавањем његове власти од стране епирске цркве, након чега је уследила турнеја Германа II по региону 1238. године.
Насупрот томе, Герман II је био спреман да се поклони политичким реалностима по питању бугарске цркве. Године 1235, сазвао је сабор у Лампсаку на Хелеспонту, који је укључивао источне патријархе, великодостојнике из грчке и бугарске цркве, игумане из бројних манастира, укључујући и оне са Свете Горе. Овај сабор је признао Бугарску православну цркву као млађу патријаршију. Делимично је то био резултат политичке нужности, као услов за савез између Ватаца и бугарског цара Јована Асена II, али је то такође виђено као неопходан потез да се бугарска црква одвоји од њене потчињености Риму после 1204. године. Слични мотиви су лежали иза његовог признања аутокефалног статуса Српске православне цркве.
Иако је био жестоки критичар уочених „грешака“ Католичке цркве и аутор бројних антикатоличких трактата, у почетку је био спреман на помирење са Римом. Године 1232, послао је групу фрањеваца, чијим је држањем и жељом за помирењем био импресиониран, као изасланике папи. Герман II је предложио сазивање пуног васељенског сабора, са циљем поновног уједињења Цркава. Као одговор, делегација фрањеваца и доминиканаца стигла је у Никеју 1234. године, али њихова надлежност је била ограничена, нису имали овлашћења да воде било какве преговоре, већ само да испитају цара и патријарха. Латинска делегација присуствовала је сабору одржаном у Нимфеју, али се он распао у сукобу између Грка и Латина. Папски изасланици су побегли назад у Рим, док су Никејци наставили да нападају Цариград.